# Sansepolcro
Sansepolcro år en stad och kommun i provinsen Arezzo i Toscana i Italien. Sansepolcro ligger vis floden Tibern. Kommunen hade 15 801 invånare (2018). Staden är födelseplats för målaren Piero della Francesca.
Livsmedelsföretaget Buitoni har sitt huvudkontor i Sansepolcro.